# John Morton (Politiker)

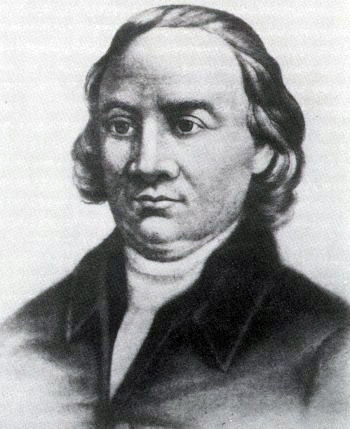
John Morton

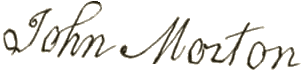
John Mortons Unterschrift

John Morton (* 1724 in Ridley Township, Chester County (heute Delaware County), Pennsylvania, Kolonie des Königreichs Großbritannien heute USA; † 1. April 1777 in Ridley Park, Delaware County, USA) war der Delegierte, der die entscheidende Stimme zu Gunsten der Unabhängigkeitserklärung der Vereinigten Staaten abgab. Er gilt als einer der Gründerväter der USA.

## Leben
Mortons Urgroßeltern Martti Marttinen Sr. (Schwedisch: Mårten Mårtensson) aus Rautalampi (Finnland) und „Justis“ Marttinen aus Savo (Finnland) kamen 1651 mit Mortons damals achtjährigen Großvater Martti Marttinen Jr. auf dem neuen Kontinent an. Sie gehörten zu den ersten Emigranten, die sich an den Ufern des Delaware River niederließen, wo Martti Marttinen Sr. schon 1641 die 1638 von einer kleinen Gruppe Finnen und Schweden gegründete Siedlung besucht hatte. Von 1638 bis 1665 kamen in zwölf Expeditionen  neue Siedler. Über 80 % von ihnen waren Finnen. Die Siedlung wurde als „Neu Schweden“ bekannt, weil zu dieser Zeit Finnland zu Schweden gehörte.
Mortons Vater, der ebenfalls John hieß, starb wenige Monate vor dessen Geburt auf der Ammansland Plantage, die er von seinem Onkel John Bärtilsson erhalten hatte. Mortons Mutter heiratete wenig später einen Engländer, der über eine überdurchschnittliche Bildung verfügte und der, mit viel Liebe, als Morton in das entsprechende Alter kam, dessen Ausbildung zu Hause beaufsichtigte und lenkte. 1753 heiratete er seine Cousine zweiten Grades Anna Justis, ebenfalls eine Urenkelin von Martti Marttinen Sr., und ließ sich in Calcon Hook nieder. Das Ehepaar hatte drei Söhne und fünf Töchter.
Morton wurde in die Provinzialversammlung gewählt, wo von 1756 bis 1775 arbeitete. Einige Zeit war er sogar Sprecher des Repräsentantenhauses. Morton war 1765 Delegierter auf dem Stempelgesetzkongress. Er hatte verschiedene Ämter inne, darunter Friedensrichter, High Sheriff, Vorsitzender Richter am Allgemeinen Gericht und am Appellationsgericht. Morton wurde 1774 Beisitzender Richter am Obersten Gericht von Pennsylvania und wurde in den Kontinentalkongress gewählt, wo er Vorsitzender des Komitees wurde, das die Konföderationsartikel vortrug. 1775 wurde er Präsident der Provinzialversammlung.

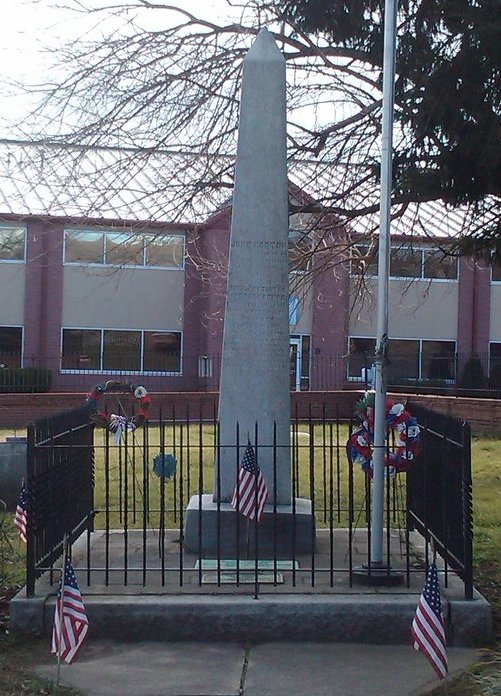
Mortons Grabmal in Chester, Pennsylvania

An einem bedeutsamen Punkt der Unabhängigkeitsbewegung im Kontinentalkongress fand sich Morton unerwartet in einer delikaten und entscheidenden Situation. Vor dem 4. Juli 1776 hatten die Staaten Delaware und Pennsylvania gegen die Unabhängigkeitsbestrebungen gestimmt. Darum kamen bei den anderen Delegierten des Kongresses große Zweifel auf, wie sich Pennsylvania und Delaware verhalten würden. Es hing offensichtlich viel von ihnen ab, und es wurde befürchtet, dass wenn diese zwei Staaten gegen die Unabhängigkeitserklärung der USA stimmen würden, das Ergebnis sehr unglücklich ausgehen würde. Tatsächlich waren die Stimmen beider Staaten um Längen zugunsten der Unabhängigkeit gesichert. Aber, als die Stimmen der Delegation von Pennsylvania genau getrennt wurden, fiel es Morton zu, die entscheidende Stimme abzugeben. Er gab seine Stimme zugunsten der Freiheit seines Landes.
Im folgenden Jahr half Morton, ein System der Konföderation zu organisieren, und war Vorsitzender des Komitees für das Ganze, als es am 15. November 1777 angenommen wurde. Im selben Jahr war er von einem entzündlichen Fieber ergriffen worden und starb im Alter von 53 Jahren. Morton war Religionsprofessor.
Während seiner letzten Krankheit auf der Schwelle zum Tode erinnerte er sich seiner Feinde und forderte die um ihn Stehenden auf, ihnen zu sagen, dass die Stunde kommen würde, zu der es anerkannt werden würde, dass sein Abstimmen zugunsten der amerikanischen Unabhängigkeit der bedeutendste Augenblick seines Lebens gewesen sei.